# Armorial des communes du Luxembourg
- certaines figures sont encore dans un format bitmap et doivent être vectorisées.

Cette page donne les armoiries (figures et blasonnements) des communes et anciennes communes du Luxembourg.
- Haut – A
- B
- C
- D
- E
- F
- G
- H
- I
- J
- K
- L
- M
- N
- O
- P
- Q
- R
- S
- T
- U
- V
- W
- X
- Y
- Z

## B
| Image | Nom de la commune et blasonnement |
| ----- | --- |
|       | Beaufort d'or à la tour ouverte, crenelée de cinq pièces, de gueules, maçonée de sable, au chef de gueules chargé d'un lambel à cinq pendants d'argent.                                                                                  |
|       | Bech d'argent à la croix ancrée de sable, au chef de gueules chargé d'un lambel à l'ancienne de cinq pendants d'argent. |
|       | Beckerich parti d'or et d'azur à deux crosses adossées de l'un en l'autre mouvant de la pointe et brochant sur la partition, les crosses soutenues à dextre par un loup rampant contourné au naturel et à senestre par un lion d'argent. |
|       | Berdorf d'or à la croix fleudelisée de gueules accostée en chef de deux béquilles de Saint Antoine dy même et accompagnée en pointe d'un pont de trois arches de sable mouvant de la pointe.                                             |
|       | Bertrange coupé d'argent et de gueules, au lion de l'un en l'autre, armé, lampassé et couronné d'or, la queue fourchue et passée en sautoir.                                                                                             |
|       | Bettembourg parti au I d'argent au lion de sable, lampassé et armé de gueules, au II de gueules au château à deux tours d'or. |
|       | Bettendorf coupé d'or et d'argent à la fasce vivrée de gueules brochant sur la partition, accompagnée en chef d'une croix ancrée de sable, en pointe de deux fleurs de lis du même posées 2 et 1.                                        |
|       | Betzdorf écartelé: aux I et IV d'azur à la croix ancrée d'argent: aux II et III d'argent au lion d'azur armé et lampassé de gueules; à la clef de gueules posée en pal, le panneton en haut, brochant sur le tout.                       |
|       | Bissen burelé d'argent et de sable de dix pièces. |
|       | Biwer d'or à la croix ancrée de gueules, au chef d'azur chargé de deux crosses d'abbé d'or, garnies d'argent, affrontées et posées en sautoir, liées par deux annelets entrelacés d'argent.                                              |
|       | Boevange-sur-Attert burelé d'argent et de gueules, les burelles de la pointe cachées par un mont de sinople mouvant de la pointe, chargé de trois besants mal ordonnés d'or, et surmonté d'une croix tréflée de même.                    |
|       | Boulaide coupé de sinople à trois chausse-trappes d'or mises en fasce et d'azur à une rose d'or feuillée de sinople, à une divise ondée d'argent brochant sur la partition.                                                              |
|       | Bourscheid d'argent au château à cinq tours de gueules posé sur une montagne de sinople chargée d'une coquille d'or, le château surmonté de trois feuilles de nénuphar de gueules posées 2 et 1.                                         |
|       | Bous coupé d'argent à deux bâtons fleurdelisés de sable posés en sautoir chargés en abîme d'un lion de gueules, et de gueules à six molettes d'argent posées 3-2-1.                                                                      |

## C
| Image | Nom de la commune et blasonnement |
| ----- | --- |
|       | Clervaux de gueules a (sic) chef d'or chargé de trois merles de sable becqués et membrés de gueules, rangés en fasce.                                                                            |
|       | Colmar-Berg d'argent à l'aigle de sable accompagnée en chef, aux flancs et en pointe de cinq trèfles de sinople posés 2-2-1; au chef d'azur chargé d'une couronne grand-ducale d'or.             |
|       | Consdorf parti de gueules et d'or à l'orle brochant de cinq étoiles aboutées, parti d'argent et de sable.                                                                                        |
|       | Contern d'argent à la fasce ondée de gueules chargée de trois trangles également ondées d'or, ladite fasce accompagnée en chef d'une croix ancrée de gueules, en pointe d'une coquille de sable. |

## D
| Image | Nom de la commune et blasonnement |
| ----- | --- |
|       | Dalheim tranché de gueules à un monde d'or sommé d'une aigle romaine du même, et d'azur à deux bars adossés d'argent; à une crosse garnie d'or, posée en bande et brochant sur la partition.                   |
|       | Diekirch burelé d'or et d'azur au lion couronné d'argent soutenu d'une tour de gueules maçonnée de sable mouvant de la pointe. L'écu timbré d'une couronne murale de trois tours de gueules maçonnée de sable. |
|       | Differdange d'azur au lion d'or. |
|       | Dippach de gueules au griffon d'or, à la bordure de sable chargée de huit socs de charrue d'or. |
|       | Dudelange d'or au lion de sable. |

## E
| Image | Nom de la commune et blasonnement |
| ----- | --- |
|       | Echternach d'argent à l'aigle de sable. L'écu timbré d'une couronne d'or. |
|       | Ell burelé d'argent et d'azur à la bordure de sable, chargé en cœur d'un écusson de gueules au chevron d'argent accompagné en pointe d'une croix ancrée du même. |
|       | Erpeldange-sur-Sûre écartelé en sautoit: aux I et IV de gueules à une étoile à sept rais d'or; aux II et III d'argent au tourteau de sable. |
|       | Esch-sur-Sûre écartelé aux I et IV d'argent au sanglier de sable défendu d'argent, langué de gueules, arrêté derrière le tronc d'un chêne de sinople, fruité d'or, le tout sur une terrasse de sinople; au II et III burelé d'argent et de gueules. |
|       | Esch-sur-Alzette d'argent à une tour de gueules ouverte et deux fois ajourée, à cinq créneaux, accostée de l'écusson des armes de l'ancien Duché de Luxembourg (burelé d'argent et d'azur de dix pièces, au lion de gueules rampant, la queue fourchue armé, lampassé et couronné d'or). Le pied de la tour est figuré par un terrain ondulé d'argent et d'azur . |
|       | Eschweiler d'or à quatre bandes de sable, au chef de gueules chargé d'un chien braque d'argent colleté de sable. |
|       | Ettelbruck écartelé: aux I et IV les armoiries nationales, aux II et III d'azur à un pont d'or sur une eau d'azur, en chef un caducée et deux gerbes de blé d'or, liées de gueules. |

## F
| Image | Nom de la commune et blasonnement |
| ----- | --- |
|       | Feulen d'argent au lévrier courant de sable accompagné de trois feuilles de nénuphar de gueules. |
|       | Fischbach de sable à deux poissons adossés d'argent, accompagnés en chef d'une couronne grand-ducale d'or. |
|       | Flaxweiler parti d'or au lion de sable armé et lampassé de gueules, et de gueules à la clef d'argent contournée mise en pal, le panneton vers le haut; à la bordure partie de gueules et d'or chargée de cinq cinquefeuilles en couleurs échangées, celle de la pointe de l'un en l'autre et brochant sur la partition. |
|       | Frisange tiercé en pairle; à dextre d'azur à la demi-aigle d'argent, à senestre d'or à la demi-aigle de sable, au chef du même chargé de deux crosses d'abbé adossées mises en pal, mouvant de la partition, celle de dextre d'or, celle de senestre d'argent.                                                          |

## G
| Image | Nom de la commune et blasonnement |
| ----- | --- |
|       | Garnich de gueules à la croix ancrée d'argent surmontée d'un lambel de cinq pendantsd'azur, mantelé d'un fascé d'argent et d'azur de huit pièces chargé en chef de deux portes de villes à trois tours de gueules.                                                                               |
|       | Goesdorf d'or au chêne à quatre branches entrelacées de sinople, au chef de gueules chargé de six étoiles d'or posées 3-2-1. |
|       | Grevenmacher burelé d'argent et d'azur au lion de gueules, armé lampassé et couronné d'or, la queue fourchue et passée en sautoir, à une clef d'argent posée en barre, le panneton en haut, brochant sur le tout. L'écu sommé d'une couronne murale de cinq tours au naturel, maçonnée de sable. |
|       | Grosbous écartelé en sautoir: aux I et IV de gueules à la quintefeuille d'œillet d'argent; aux II et III d'or au lion de gueules, celui du II couronné. |

## H
| Image | Nom de la commune et blasonnement |
| ----- | --- |
|       | Hobscheid taillé de gueules et d'azur à la barre ondée d'argent brochante accompagnée en chef d'une couronne d'or et en pointe d'une fontaine d'argent.                                             |
|       | Hesperange fascé d'or et d'azur de six pièces à la bande de gueules brochante, accompagnée en chef d'une tour crénelée d'argent, maçonnée de sable, et en pointe d'une fleur de lis aussi d'argent. |
|       | Heffingen d’argent à la fasce vivrée de sable accompagnée en chef d’un lion passant du même, en pointe d’une croix ancrée de gueules.                                                               |

## J
| Image | Nom de la commune et blasonnement                                                              |
| ----- | ---------------------------------------------------------------------------------------------- |
|       | Junglinster d'argent à deux pals de gueules, à la croix tréflée de sable brochant sur le tout. |

## K
| Image | Nom de la commune et blasonnement |
| ----- | --- |
|       | Kayl d'or au griffon de sable, armé et lampassé de gueules. |
|       | Kehlen burelé d'argent et d'azur de dix pièces au lion de sable armé, lampassé et couronné d'or, tenant de ses pattes une crosse d'abbé d'or posée en pal. |
|       | Kiischpelt de gueules à la croix alésée, recerclée en chef et en pointe, pattée aux flancs, cantonnée de quatre étoiles à cinq rais du même; au chef d'or au lion issant de sable d'or à la hache d'armes en pal de gueules, accostée de deux poissons adossés de sable, au chef échiqueté d'argent et de gueules |
|       | Koerich de gueules à une bande d'argent chargée de deux cotices de sable, accompagnée de deux lions d'argent; au chef d'argent fretté de sable. |
|       | Kopstal parti d'argent et de sinople à la branche d'osier feuillée de quatre pièces fleurie également de quatre pièces d'or mise en pal et brochant sur la partition. |

## L
| Image | Nom de la commune et blasonnement |
| ----- | --- |
|       | Lac de la Haute-Sûre tiercé au (sic) fasce de gueules, d'or à quatre bandes de sable et d'azur au brochet en fasce d'argent.                                                                                      |
|       | Larochette de gueules à la tour maçonnée de sable, accostée de deux écussons d'or à la croix ancrée de gueules.                                                                                                   |
|       | Leudelange d'or à l'ours de sable, au chef de gueules chargé de trois merlettes d'argent. |
|       | Lenningen écartelé d'or et d'argent à la croix de gueules brochant, cantonnée des pièces d'une croix ancrée déjointe du même.                                                                                     |
|       | Lintgen coupé ondé; en chef d'or à deux étoiles à huit rais de gueules posée en fasce, en pointe d'azur à la croix pattée et alésée d'or.                                                                         |
|       | Lorentzweiler taillé de gueules et d'or à un gril de mêmes et de l'un en l'autre posé en barre, accompagné en chef d'une main jurante appaumée d'argent et en pointe d'un ours passant de sable sellé de gueules. |
|       | Luxembourg d'argent à cinq burelles d'azur au lion de gueules couronné d'or brochant, l'écu timbré d'une couronne d'or.                                                                                           |

## M
| Image | Nom de la commune et blasonnement |
| ----- | --- |
|       | Mamer d'azur à la façade de temple antique à quatre colonnes d'or, au chef du même chargé d'une roue d'azur entre deux crampons de gueules.                                                    |
|       | Manternach écartelé d'or et d'azur à la croix ancrée écartelée de gueules et d'argent, brochant.                                                                                               |
|       | Mersch fascé d'or et d'azur, la fasce du chef chargée à dextre d'une molette de sable, à la bordure de gueules.                                                                                |
|       | Mertert d'azur au griffon rampant coupé d'argent et de gueules. |
|       | Mertzig d'azur à la bande vivrée d'argent, au flanc senestre l'aigle romaine au chef d'or chargé de trois pics à pointe "grain d'orge" de sable                                                |
|       | Mompach écartelé: aux I et IV bandé d'or et d'azur de six pièces à la croix ancrée de gueules brochante; aux II et III d'argent au lion de sable armé et lampassé de gueules.                  |
|       | Mondercange coupé d'or et d'argent, à la fasce de gueules brochant, accompagné en chef d'une rose à six feuilles de gueules entre deux étoiles du même, en pointe d'une porte ouverte du même. |
|       | Mondorf-les-Bains d'or au sautoir de gueules cantonné de quatre quintefeuilles de gueules, feuillées et boutonnées de sable.                                                                   |

## N
| Image | Nom de la commune et blasonnement |
| ----- | --- |
|       | Niederanven parti de gueules au tilleul feuillé, fruité et arraché d'or, et d'azur au casque romain d'argent brochant sur une crosse d'or posée en barre; au chef d'or chargé d'une quintefeuille de gueules boutonnée d'argent brochant sur deux bâtons fleurdelisés de sable posés en sautoir. |
|       | Nommern burelé d'or et d'azur de dix pièces à la croix ancrée de gueules brochante, au chef de gueules chargé de trois merlettes d'argent. |

## P
| Image | Nom de la commune et blasonnement |
| ----- | --- |
|       | Pétange coupé en chef d'azur à deux bars adossés d'or, cantonnés de quatre croisettes recroisettées au pied fiché du même; en pointe de gueules au lion d'or; à la fasce bretessée d'argent brochant sur la partition. |
|       | Préizerdaul d‘or à la fasce ondée de gueules accompagnée de trois étoiles du même et d'une fleur de lis d'azur au point du chef.                                                                                       |
|       | Putscheid écartelé de gueules et d'azur à la croix d'or brochant surchargée d'une croix ancrée de gueules cantonnée aux I et IV d'un écusson d'argent, aux II et III d'une croisette recroisettée au pied fiché d'or.  |

## R
| Image | Nom de la commune et blasonnement |
| ----- | --- |
|       | Rambrouch de sable, à la quintefeuille feuillée d’or, chapé d’or à deux losanges de sable, au chef d’azur à la perle en poire d’argent sertie et annelée d’or, accosté de deux croisettes d’argent.                 |
|       | Reckange-sur-Mess tranché d'argent et de sable par une bande ondée et coticés d'azur et d'argent de quatre pièces, accompagnée en chef de trois merlettes de sable posées 2,1 et en pointe d'une croix ancrée d'or. |
|       | Redange-sur-Attert burelé d'argent et de gueules à la bande d'azur brochant, chargée de trois étoiles à six rais d'or.                                                                                              |
|       | Remich D’argent à cinq burelles d’azur, chargé d’un lion de gueules couronné d’or. |
|       | Reisdorf Burelé ondé d’or et d’azur de dix pièces à la croix tréflée et vidée de gueules brochant en abîme. |
|       | Roeser Gironné d’or et d’azur de douze pièces, à l’écusson de gueules chargé de trois feuilles de nénuphar d’or posées 2 et 1, brochant sur le tout.                                                                |
|       | Rumelange D’argent au mineur ayant une lampe et une pioche de mineur, au naturel. |
|       | Rosport Coupé-ondé de gueules et d’azur à trois crosses d’abbé d’or, deux affrontées et passées en sautoir, la troisième renversée et mise en pal; à la croix ancrée d’argent en abîme brochant sur le tout.        |

## S
| Image | Nom de la commune et blasonnement |
| ----- | --- |
|       | Saeul Ecartelé en sautoir, aux I et IV d’argent à deux fasces de gueules, au II de gueules à la croix ancrée d’argent, au III de gueules à la croix ancrée d’or |
|       | Sandweiler burelé d'or et de gueules de dix pièces à la croix de sable brochant, la traverse chargée d'un quadriréacteur de front |
|       | Sanem Parti: au I d’or au lion contourné de sable, armé et lampassé de gueules, la queue fourchue et passée en sautoir; au II d’argent au lion de sable, armé et lampassé de gueules; l’écu à la bordure de gueules, alternativement chargée de quatre roues dentées d’or et de quatre socs de charrue d’argent |
|       | Schengen Parti d’azur à trois étoiles à cinq rais d’or ordonnés en triangle et d’un burelé d’argent et d’azur au lion de gueules, armé, couronné et lampassé d’or, la queue fourchue et passée en sautoir; le tout enté en pointe d’or à la grappe de vigne tigée de sinople                                    |
|       | Schieren Coupé d’argent et d’or, à la fasce ondée d’azur brochant sur la partition, accompagnée en chef d’un arbre arraché de sinople accosté de deux fleurs de lis de sable, en pointe d’une croix ancrée de gueules                                                                                           |
|       | Schifflange D’or à la bande de gueules, chargée de trois moufles senestres d’argent appaumées, posées dans le sens de la bande |
|       | Schuttrange Parti de gueules au lion d’or et d’azur à la rose d’argent; au chef d’or |
|       | Septfontaines De gueules à la croix ancrée d’argent chargée en abîme d’une tour crénelée et ouverte de gueules ajourée et maçonnée de sable |
|       | Stadtbredimus D’or à deux portes d’écluses entr’ouvertes de sable, sur une terrasse ondée d’azur et d’argent de cinq pièces, au chef de gueules chargé de trois ceps fruités sur échalas, le tout d’or |
|       | Steinsel Coupé d’argent à une porte de ville ouverte à trois tours de gueules, l’ouverture de la porte chargée d’une anille de sable, et de gueules à trois lions d’argent posés 2 et 1 |
|       | Steinfort De gueules à la tour crénélée ouverte, accostée aux flancs de trois tourelles décroissantes en hauteur et en largeur, posées sur un perron, le tour d’or, soutenu d’une terrasse ondée d’azur chargée d’une trangle aussi ondée d’argent, la tour accostée en chef de deux croix ancrées d’argent     |
|       | Strassen de gueules à cinq pals d'or |

## T
| Image | Nom de la commune et blasonnement |
| ----- | --- |
|       | Tandel De gueules à l’écusson d’argent chargé d’une tour crénelée et ouverte de gueules, accompagné de trois merlettes d’argent, deux en chef et une en pointe. |
|       | Troisvierges D’or à la montagne à trois coupeaux celui du milieu plus élevé de sable chargée d’une roue motrice de locomotive posée sur un rail le tout d’argent ladite montagne sommée d’une croix patriarcale de gueules ornée de sept besants d’argent au chef de gueules chargé de trois vierges d’argent rangées en fasce. |
|       | Tuntange De gueules au fermail en losange d’argent, l’aiguillon vers le chef, au chef cousu d’azur chargé de trois châteaux d’argent, à deux tours crénelées et au donjon plus élevé au toit pointu. |

## U
| Image | Nom de la commune et blasonnement                                            |
| ----- | ---------------------------------------------------------------------------- |
|       | Useldange Burelé d’argent et de gueules, à la croix ancrée d’azur, brochant. |

## V
| Image | Nom de la commune et blasonnement                                                                                                   |
| ----- | --- |
|       | Vianden De gueules à la fasce d’argent.                                                                                             |
|       | Vichten Burelé d’argent et de gueules au pal d’or chargé d’une bande de gueules, ledit pal accosté de deux étoiles à six rais d’or. |

## W
| Image | Nom de la commune et blasonnement |
| ----- | --- |
|       | Wahl Écartelé, au I et IV burelé d'argent et d'azur, au lion de gueules armé et lampassé d'or brochant, aux II et III burelé d'argent et de gueules. À la croix de sable brochant sur l'écartelé, chargée en abîme d'une croix tréflée d'or ornée de cinq rubis de gueules. |
|       | Waldbillig D’or à la croix ancrée de gueules, au chef du même chargé d’un masque de renard d’or accosté de deux anilles d’argent. |
|       | Waldbredimus D’argent à deux sceptres doublemen fleurdelisés de sable posés en sautoir, à la croix de gueules brochant, chargée d’une croix ancrée d’or. |
|       | Walferdange d'or au renard rampant de gueules tenant de ses pattes de devant une flèche du même posée en pal, accompagné de sept billettes aussi de gueules posées en orle aux flancs et en pointe, au chef, d'azur à la porte de trois tours ouverte d'or |
|       | Weiswampach D’azur à la bande vivrée d’or, accompagnée en chef d’un lion du même, armé et lampassé du gueules, en pointe d’un cor d’or virolé de gueules. |
|       | Wiltz Écartelé, au I burelé d'argent et d'azur à un lion rampant de gueules couronné, lampassé et armé d'or, au II de gueules à un caducée d'argent posé en bande, au III de gueules à une ancre d'argent posée en bande, au IV d'azur à une ruche d'or et des abeilles volantes du même. L’écu surmonté d’une couronne antique de comte à huit fleurons, dont cinq seulement visibles. |
|       | Winseler D’argent à l’aigle de sable, armé, bequée et languée de gueules, au chef du même chargé de trois losanges d’or. |